# Ассіртіко

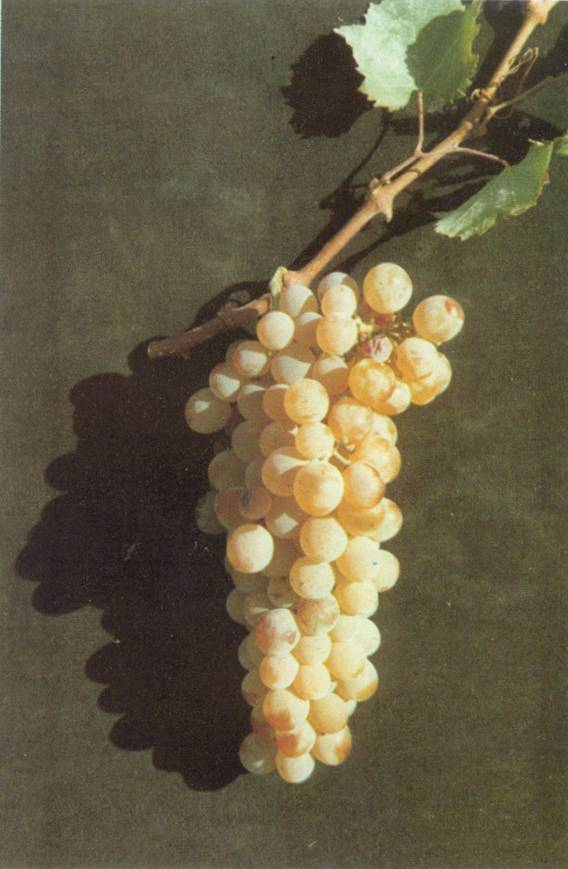
Грона винограду Ассіртіко

Ассіртіко (грец. Ασύρτικο) — автохтонний (корінний) сорт винограду з грецьких островів Санторині й однойменного білого вина. Ассіртіко широко розповсюджений на посушливих, але багатих вулканічним попелом землях острова Тіра (найбільшого з островів Санторині), а також на інших островах Егейського моря, таких як Парос і Наксос. Сорт також культивують в інших регіонах Греції, таких як півострів Халкідіки в периферії Центральна Македонія.

## Історія сорту
На Санторині багато старих (понад 70 років) виноградників цього сорту. Велика частина з них не щеплені. Ці виноградники стійкі до філоксери.
Умови на острові характеризують вулканічні ґрунти, доповнені м'якою зимою та теплим сухим літом.

## Характеристика

### Сорт
Грона Ассіртіко — крупні, з прозорою жовто-золотою шкіркою та соковитим м'якушем. Вулканічний ґрунт Санторині, імовірно, має унікальні характеристики, які накладають відбиток на сорт винограду та переходять до вина. Одна з них у тому, що Ассіртіко не втрачає своєї кислотності навіть при сильній зрілості.

### Вино
Сорт дає прекрасні вина без змішування, але придатний для змішування. Мінеральний профіль винограду створює хороші можливості для змішування з іншими сортами. Останнім часом його часто змішують з такими сортами як Совіньйон Блан, Семільйон і Малагузія. 
В усій Греції з цього сорту винограду виробляють численні сухі та солодкі вина, зокрема подібні до Він Санто мускатні та десертні вина. У смолистій рецині Ассіртіко часто змішують із менш кислим сортом Саватьяно.